# St. Anna (Unterbruck)

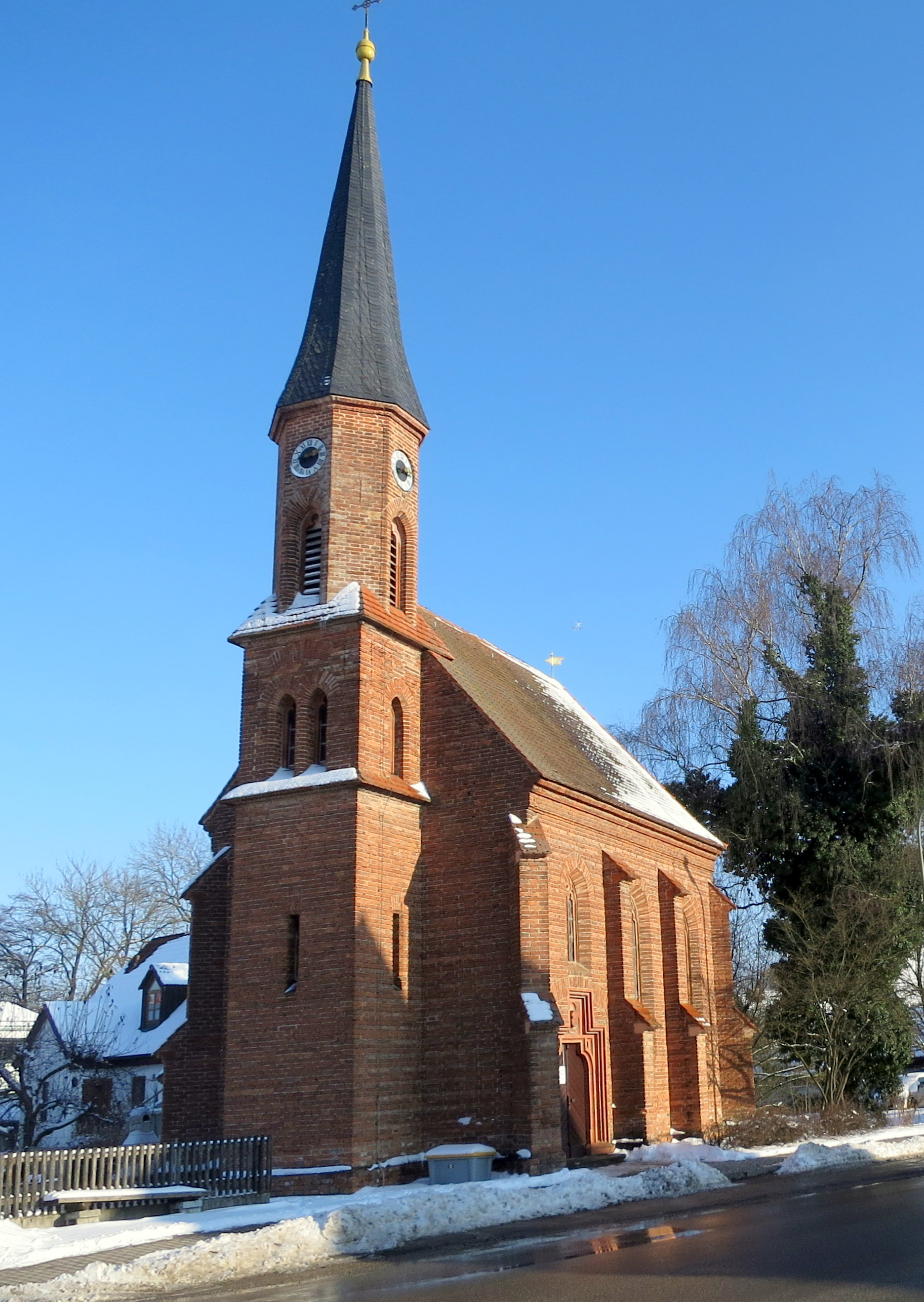
St. Anna in Unterbruck

Die römisch-katholische Filialkirche St. Anna steht in Unterbruck, einem Gemeindeteil von Fahrenzhausen im oberbayerischen Landkreis Freising. Sie ist in der Liste der Baudenkmäler in Fahrenzhausen unter der Nummer D-1-78-123-23 eingetragen. Die Kirche gehört zum Dekanat Dachau im Erzbistum München und Freising.

## Beschreibung
Die neogotische Saalkirche aus unverputzten Backsteinen wurde 1859 nach einem Entwurf von Franz Xaver Beyschlag erbaut. Sie besteht aus dem Langhaus, dem dreiseitig geschlossenen, nach Süden ausgerichteten Chor, die beide von Strebepfeilern gestützt werden, und dem Kirchturm auf quadratischem Grundriss, der dem Langhaus im Norden vorgestellt ist. Sein oberstes achteckiges Geschoss enthält die Turmuhr und den Glockenstuhl. Darauf sitzt ein spitzer Helm. 
Das Altarretabel des Hochaltars wird von den Skulpturen des Josef von Nazaret und der Barbara von Nikomedien flankiert.